# Coilo
Coilo fu un leggendario monarca (125-150 d.C.) dei britanni al tempo della dominazione romana in Britannia (odierna Inghilterra). È ricordato dalla Historia Regum Britanniae di Goffredo di Monmouth. Salì sul trono alla morte del padre Mario.
Tra tutti i nativi sovrani della Britannia, Coilo fu il più romanizzato. Fu educato a Roma e favorì poi i mercanti romani che operavano nell'isola. Durante tutto il suo regno pagò tributi a Roma senza mai protestare. A lui successe il figlio san Lucio.